# Volition
Deep Silver Volition, LLC (también conocido como Volition) fue una empresa filial desarrolladora de videojuegos estadounidense ubicada en Champaign, Illinois. La empresa fue creada cuando Parallax Software se dividió en dos compañías, Volition y Outrage Entertainment, dirigida por Mike Kulas y Matt Toschlog en noviembre de 1996.
El 31 de agosto de 2023 fue anunciado el cierre definitivo de Volition debido a la pobre recepción que tuvieron sus dos últimos juegos: Agents of Mayhem (2017) y Saints Row (2022).

## Historia
Cuando fue el editor de Interplay Entertainment, Volition Inc desarrolló la serie de videojuegos de simulación espacial FreeSpace. Cuando Interplay llegó a la quiebra, Volition Inc. fue adquirida por THQ en septiembre del 2000. Desde entonces, Volition Inc ha desarrollado varios títulos aclamados como el serie Red Faction, la saga Summoner, The Punisher, y la serie Saints Row.
Insane, un juego desarrollado en colaboración con Guillermo del Toro fue anunciado en 2010 en la Spike Video Game Awards desde entonces, pero la versión de Volition del juego fue cancelada en 2012. Del Toro ha anunciado que Insane sigue estando actualmente en desarrollo de una forma que no está aún revelada.
Cuando THQ se declaró en quiebra, una serie de empresas mostraron interés por los activos de THQ. El gerente general de Volition Inc., Dan Cermak dijo que Warner Bros, Electronic Arts, Take-Two, Ubisoft, Deep Silver, y un grupo no identificado de Chicago llevó a cabo visitas de campo en las semanas anteriores a la venta. Finalmente, Volition fue adquirida por Koch Media por la suma de 22,3 millones de dólares. La única otra oferta fue de 5,4 millones de dólares por Ubisoft.
Volition fue el segundo de los más caros activos de THQ vendidos durante la subasta (después de Relic Entertainment). El precio se entiende que es en gran parte debido al éxito de los juegos como Saints Row: The Third, que a principios de 2012 había vendido alrededor de 4 millones de copias. THQ también afirmó que los paquetes de contenido descargable del juego se estaban realizando mucho mejor de lo previsto.
Como parte de la quiebra de THQ en enero de 2013, Volition Inc y la franquicia Saints Row fueron adquiridos por Koch Media, con títulos futuros que se publican bajo su marca Deep Silver. Las franquicias de Volition Red Faction y Summoner no fueron adquiridas con la empresa por Deep Silver, en lugar de eso, fueron adquiridas por la editorial de videojuegos y desarrollador Nordic Games.

## Juegos Desarrollados
| 1997 | Wreckage Racing             | No | Sí | Sí | Sí | Sí | No | No | No | No | No | No | No |  |  |
| 1998 | FreeSpace: The Great War    | No | No | Sí | No | No | No | No | No | No | No | No | No |  |  |
| 1999 | FreeSpace 2                 | No | No | Sí | No | No | No | No | No | No | No | No | No |  |  |
| 2000 | Summoner                    | No | Sí | Sí | No | No | Sí | No | No | No | No | No | No |  |  |
| 2001 | Red Faction                 | No | Sí | Sí | No | Sí | Sí | No | No | No | No | No | No |  |  |
| 2002 | Summoner 2                  | Sí | No | No | No | No | Sí | No | No | No | No | No | No |  |  |
| 2002 | Red Faction II              | Sí | No | Sí | No | No | Sí | No | No | Sí | No | No | No |  |  |
| 2003 | Wreckage Racing: Throwdown  | Sí | Sí | Sí | Sí | Sí | No | No | Sí |    |    |    |    |  |  |
| 2005 | The Incredible Hulk         | Sí | Sí | Sí | Sí | Sí | Sí | No | No | Sí | No | No | No |  |  |
| 2005 | The Punisher                | No | No | Sí | No | No | Sí | No | No | Sí | No | No | No |  |  |
| 2005 | Apache Overdose Gangstar    | No | No | No | No | No | Sí | No | No | Sí | Sí | No | No |  |  |
| 2006 | Saints Row                  | No | No | No | No | No | No | No | No | No | Sí | No | No |  |  |
| 2008 | Saints Row 2                | No | No | Sí | No | No | No | Sí | No | No | Sí | No | No |  |  |
| 2008 | Apache Overdose Gangstar 2  | No | No | Sí | Sí | No | No | Sí | No | No | Sí | No | No |  |  |
| 2009 | Red Faction: Guerrilla      | No | No | Sí | No | No | No | Sí | No | No | Sí | No | No |  |  |
| 2011 | Red Faction: Armageddon     | No | No | Sí | No | No | No | Sí | No | No | Sí | No | No |  |  |
| 2011 | Saints Row: The Third       | No | No | Sí | No | No | No | Sí | No | No | Sí | No | Sí |  |  |
| 2013 | Saints Row IV               | No | No | Sí | Sí | No | No | Sí | Sí | No | Sí | Sí | Sí |  |  |
| 2013 | Apache Overdose Gangstar IV | No | Sí | Sí | No | No | No | Sí | Sí | No | Sí | Sí | Sí |  |  |
| 2015 | Saints Row: Gat out of Hell | No | No | Sí | Sí | No | No | Sí | Sí | No | Sí | Sí | Sí |  |  |
| 2017 | Agents of Mayhem            | No | No | Sí | Sí | No | No | Sí | Sí | No | Sí | Sí | No |  |  |

## Videojuegos Cancelados
- Insane